# Bridgetown (Australia)
Bridgetown è una città situata nella regione di South West, in Australia Occidentale; essa si trova 270 chilometri a sud di Perth ed è la sede della Contea di Bridgetown-Greenbushes. Bridgetown è la più antica città dello Stato, con i primi insediamenti che risalgono al 1857.

## Storia
Le popolazioni aborigene di etnia Noongar che abitavano la zona prima dell'arrivo dei coloni europei usavano la parola guglies per riferirsi ai Cherax quinquecarinatus, piccoli crostacei d'acqua dolce che vivevano nel ruscello che si trova nei pressi dell'odierna Bridgetown. Questa parola venne trasformata in gilgies e successivamente in Geegelup, il primo nome con cui venne battezzato l'abitato dell'odierna Bridgetown il 4 giugno 1868. Pochi anni dopo comunque il nome della città venne cambiato in Bridgetown, grazie ad una richiesta avanzata alle autorità coloniali da parte del colono John Allnutt (che basava questa sua richiesta sul fatto che la lana prodotta dagli agricoltori locali veniva caricata a Bunbury su di una nave chiamata Bridgetown e sul fatto che in città si trovava un ponte che attraversava il fiume Blackwood).
La città basa principalmente la sua economia sull'agricoltura e conobbe un certo sviluppo per tutto il corso del XIX secolo, grazie anche all'aiuto della corsa all'oro in Australia Occidentale a partire dal 1892. A partire dalla fine del XX secolo si è sviluppata anche dal punto di vista turistico, grazie soprattutto alla sua posizione geografica non troppo distante da Perth ed all'ambiente rurale che è stato conservato nel corso degli anni.